# (12406) Zvíkov
(12406) Zvíkov – planetoida z grupy pasa głównego asteroid okrążająca Słońce w ciągu 3 lat i 201 dni w średniej odległości 2,33 j.a. Została odkryta 25 września 1995 roku przez Miloša Tichego i Zdenka Moravca. Przed nadaniem nazwy planetoida nosiła oznaczenie tymczasowe (12406) 1995 SZ1.